# Audincthun
Audincthun est une commune française située dans le département du Pas-de-Calais en région Hauts-de-France. Ses habitants sont appelés les Audincthunois.
La commune fait partie de la communauté d'agglomération du Pays de Saint-Omer qui regroupe 53 communes et compte 104 937 habitants en 2021.

## Géographie

### Localisation
Localisée dans le centre du département du Pas-de-Calais, Audincthun est une commune située, à vol d'oiseau, à 8 km au nord de la commune de Fruges et à 20 km au sud-ouest de la commune de Saint-Omer (chef-lieu d'arrondissement).
Le territoire de la commune est limitrophe de ceux de neuf communes.
Les communes limitrophes sont Dohem, Mencas, Radinghem, Renty, Saint-Martin-d'Hardinghem, Coupelle-Vieille, Coyecques, Dennebrœucq et Fauquembergues.

### Géologie et relief
La superficie de la commune est de 15,26 km2 ; son altitude varie de 64  à   183 mètres.

### Hydrographie
Le territoire de la commune est situé dans le bassin Artois-Picardie.
Le territoire communal est traversé par sept cours d'eau :
- la Haiguerie, d'une longueur de 3,8 km[4] ;
- le ruisseau la rivièrette, d'une longueur de 3,41 km[5],[6] ;
- le ruisseau la fontaine bénite, d'une longueur de 3,1 km[7] ;
- le ruisseau de Wandonne, un cours d'eau naturel non navigable de 1,37 km, prend sa source dans la commune et se jette dans le ruisseau de la rivièrette au niveau de la commune de Mencas[8] ;
- le Mencas, d'une longueur de 1,03 km[9] ;
- la ferme de Malfiance, d'une longueur de 0,91 km[10] ;
- et par un cours d'eau au toponyme hydrographique inconnu[11].

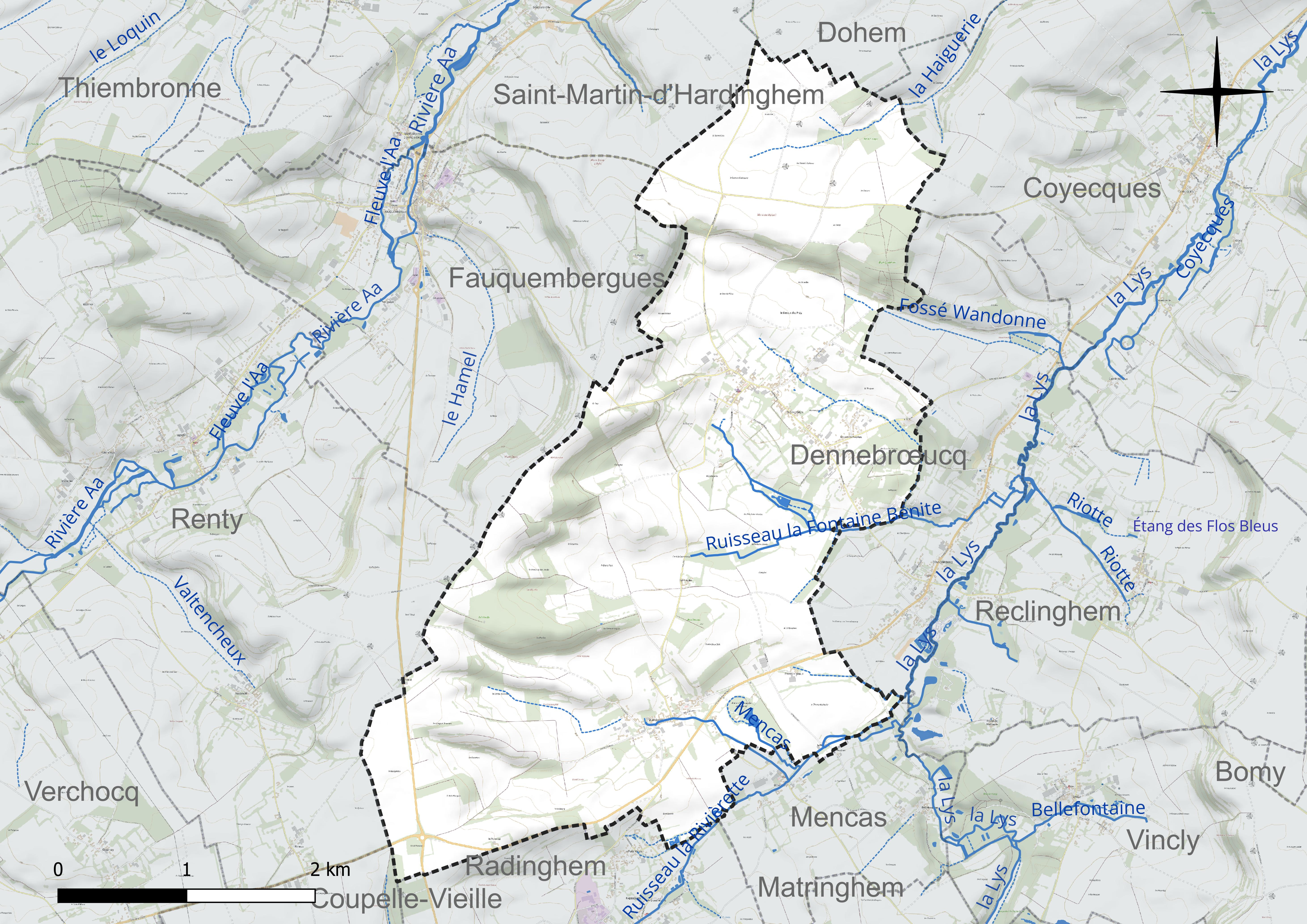
Réseau hydrographique d'Audincthun.

### Climat
Pour des articles plus généraux, voir Climat des Hauts-de-France et Climat du Pas-de-Calais.
En 2010, le climat de la commune est de type climat océanique altéré, selon une étude du CNRS s'appuyant sur une série de données couvrant la période 1971-2000. En 2020, Météo-France publie une typologie des climats de la France métropolitaine dans laquelle la commune est exposée à un climat océanique et est dans la région climatique Côtes de la Manche orientale, caractérisée par un faible ensoleillement (1 550 h/an) ; forte humidité de l’air (plus de 20 h/jour avec humidité relative > 80 % en hiver), vents forts fréquents.
Pour la période 1971-2000, la température annuelle moyenne est de 10,1 °C, avec une amplitude thermique annuelle de 13,8 °C. Le cumul annuel moyen de précipitations est de 908 mm, avec 13,3 jours de précipitations en janvier et 8,6 jours en juillet. Pour la période 1991-2020, la température moyenne annuelle observée sur la station météorologique la plus proche, située sur la commune de Radinghem à 4 km à vol d'oiseau, est de 10,5 °C et le cumul annuel moyen de précipitations est de 1 038,1 mm,. Pour l'avenir, les paramètres climatiques de la commune estimés pour 2050 selon différents scénarios d'émission de gaz à effet de serre sont consultables sur un site dédié publié par Météo-France en novembre 2022.
| Mois                                  | jan.             | fév.           | mars          | avril           | mai             | juin           | jui.           | août           | sep.          | oct.            | nov.            | déc.           | année      |
| ------------------------------------- | ---------------- | -------------- | ------------- | --------------- | --------------- | -------------- | -------------- | -------------- | ------------- | --------------- | --------------- | -------------- | ---------- |
| Température minimale moyenne (°C)     | 1,6              | 1,6            | 3,3           | 5               | 8               | 10,8           | 12,9           | 13,1           | 10,8          | 8,1             | 4,8             | 2,2            | 6,8        |
| Température moyenne (°C)              | 4                | 4,4            | 6,8           | 9,4             | 12,4            | 15,2           | 17,4           | 17,7           | 14,9          | 11,4            | 7,4             | 4,5            | 10,5       |
| Température maximale moyenne (°C)     | 6,4              | 7,1            | 10,2          | 13,8            | 16,8            | 19,6           | 22             | 22,2           | 19            | 14,7            | 9,9             | 6,9            | 14         |
| Record de froid (°C) date du record   | −13,8 02.01.1997 | −14,6 04.02.12 | −10 04.03.05  | −3,8 02.04.1996 | −0,7 05.05.1996 | 1,4 02.06.1991 | 5,7 07.07.1996 | 6,6 13.08.1993 | 3 17.09.1994  | −4,3 29.10.1997 | −7,8 23.11.1998 | −12,3 18.12.10 | −14,6 2012 |
| Record de chaleur (°C) date du record | 15 01.01.22      | 18,4 26.02.19  | 23,2 31.03.21 | 25,5 20.04.18   | 30,2 27.05.05   | 32,8 21.06.17  | 40,4 25.07.19  | 36,7 10.08.03  | 32,1 09.09.23 | 28,1 01.10.11   | 20 01.11.15     | 15,7 30.12.22  | 40,4 2019  |
| Précipitations (mm)                   | 97,7             | 84,7           | 71,6          | 60,1            | 69,5            | 70,3           | 72,9           | 83,6           | 76,9          | 107,8           | 118,6           | 124,4          | 1 038,1    |

### Paysages
Pour un article plus général, voir Paysage en France.
La commune s'inscrit dans les « paysages des hauts plateaux artésiens » tels qu'ils sont définis dans l'atlas de paysages de la région Nord-Pas-de-Calais, conçu par la direction régionale de l'Environnement, de l'Aménagement et du Logement (DREAL),.
Ces « paysages des hauts plateaux artésiens », qui concernent 77 communes du Pas-de-Calais, se situent à l'extrémité ouest des collines de l'Artois qui traversent le Pas-de-Calais d'Arras au Boulonnais. L'altitude de ces paysages dépassent les 180 mètres. Ces dimensions sont modestes, d'une quinzaine de kilomètres du sud-est au nord-ouest et d'une vingtaine de kilomètres dans sa dimension la plus grande.
Ces « paysages des hauts plateaux artésiens », appelés aussi « Haut Artois », se caractérisent par trois ensembles écopaysagers : 
- l'ensemble mésophile ouvert du plateau artésien calcaire ;
- l'ensemble alluvial des fonds de vallée de la Lys et de l'Aa ;
- l'ensemble calcicole des versants calcaires des vallées[19].

Le « Haut Artois » dispose d'une importante densité de corridors biologiques bien 
interconnectés.
Dans le « Haut Artois », pas de villes, c'est une des rares terres rurales de la région, les communes les plus importantes sont, du nord au sud, Lumbres, Fauquembergues et Fruges. Le « Haut Artois », drainé par l'Aa et la Lys, constitue le sommet de l'anticlinal artésien, paysage ventée, froid et aux précipitations importantes qui en font le château d'eau régional.
Leș cultures représentent 59,66 % des sols, les prairies 29,96 %, les forêts et milieux semi-naturels de 6,81 %, les espaces artificialisés 6,09 % avec les communes principales de Lumbres, Fruges et Fauquembergues, les espaces industriels 0.41 % et les cours d'eau et plans d'eau 0.08 %.

### Milieux naturels et biodiversité

#### Zones naturelles d'intérêt écologique, faunistique et floristique
L’inventaire des zones naturelles d'intérêt écologique, faunistique et floristique (ZNIEFF) a pour objectif de réaliser une couverture des zones les plus intéressantes sur le plan écologique, essentiellement dans la perspective d’améliorer la connaissance du patrimoine naturel national et de fournir aux différents décideurs un outil d’aide à la prise en compte de l’environnement dans l’aménagement du territoire.
Le territoire communal comprend une ZNIEFF de type 1 : la Haute Lys et ses végétations alluviales en amont de Thérouanne. D'une altitude variant de 38 à 153 mètres et d'une superficie de 1 053 ha, ce site correspond au fond de vallée et à quelques versants, depuis les sources jusqu’à la commune de Thérouanne.
et une ZNIEFF de type 2 : la haute vallée de la Lys et ses versants en amont de Thérouanne. L’entité paysagère de la haute vallée de la Lys et ses versants s’étire sur une vingtaine de kilomètres du Nord au Sud pour moins de dix d’Est en Ouest dans le Haut Artois.

Carte des ZNIEFF de type 1 et 2 sur la commune
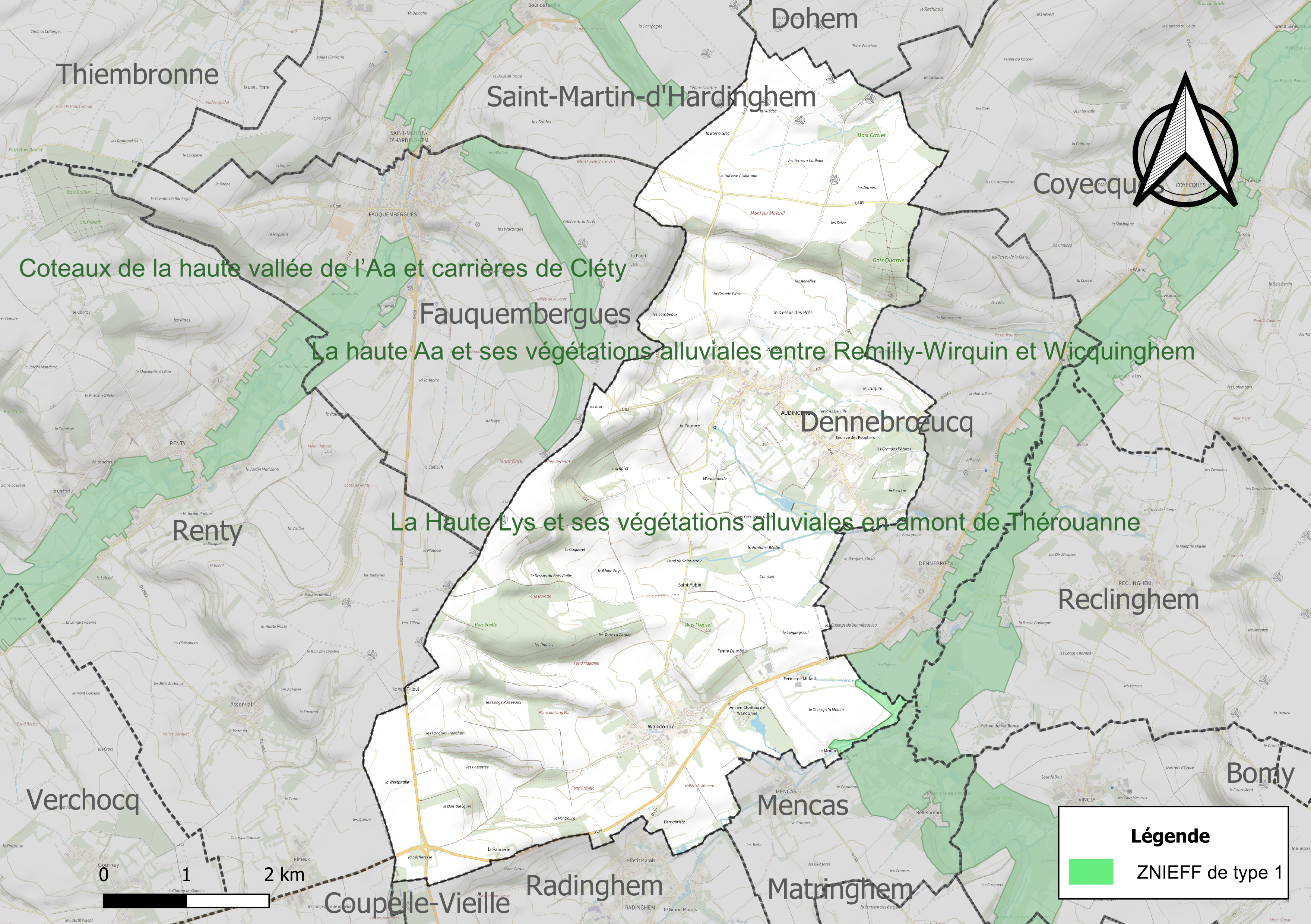
Carte de la ZNIEFF de type 1 sur la commune.
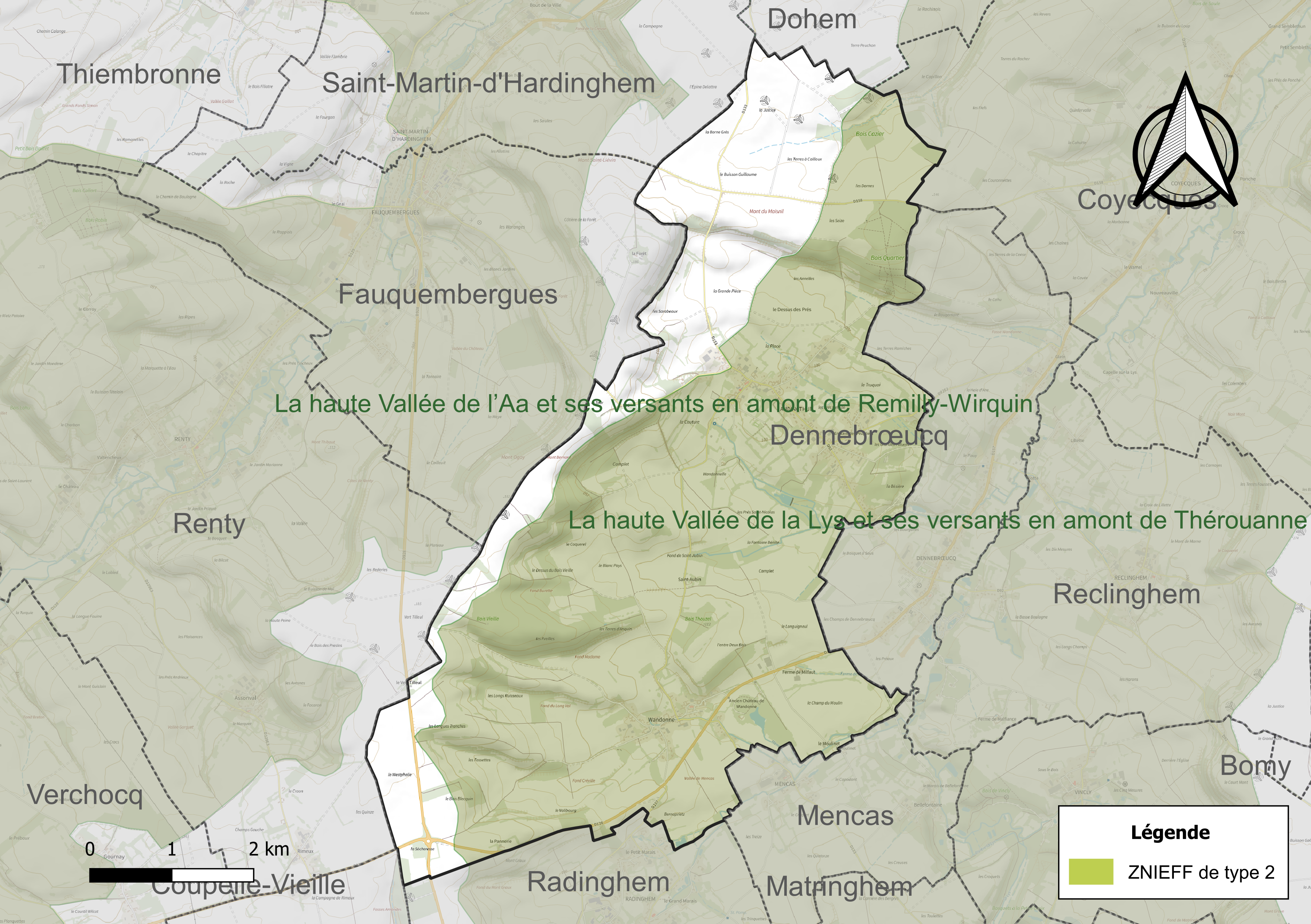
Carte de la ZNIEFF de type 2 sur la commune.

## Urbanisme

### Typologie
Au 1er janvier 2024, Audincthun est catégorisée commune rurale à habitat dispersé, selon la nouvelle grille communale de densité à sept niveaux définie par l'Insee en 2022.
Elle est située hors unité urbaine. Par ailleurs la commune fait partie de l'aire d'attraction de Saint-Omer, dont elle est une commune de la couronne,. Cette aire, qui regroupe 79 communes, est catégorisée dans les aires de 50 000 à moins de 200 000 habitants,.

### Occupation des sols
L'occupation des sols de la commune, telle qu'elle ressort de la base de données européenne d’occupation biophysique des sols Corine Land Cover (CLC), est marquée par l'importance des territoires agricoles (95,1 % en 2018), une proportion identique à celle de 1990 (95,1 %). La répartition détaillée en 2018 est la suivante : 
terres arables (59,4 %), prairies (28,1 %), zones agricoles hétérogènes (7,5 %), zones urbanisées (3,1 %), forêts (1,8 %). L'évolution de l’occupation des sols de la commune et de ses infrastructures peut être observée sur les différentes représentations cartographiques du territoire : la carte de Cassini (XVIIIe siècle), la carte d'état-major (1820-1866) et les cartes ou photos aériennes de l'IGN pour la période actuelle (1950 à aujourd'hui).

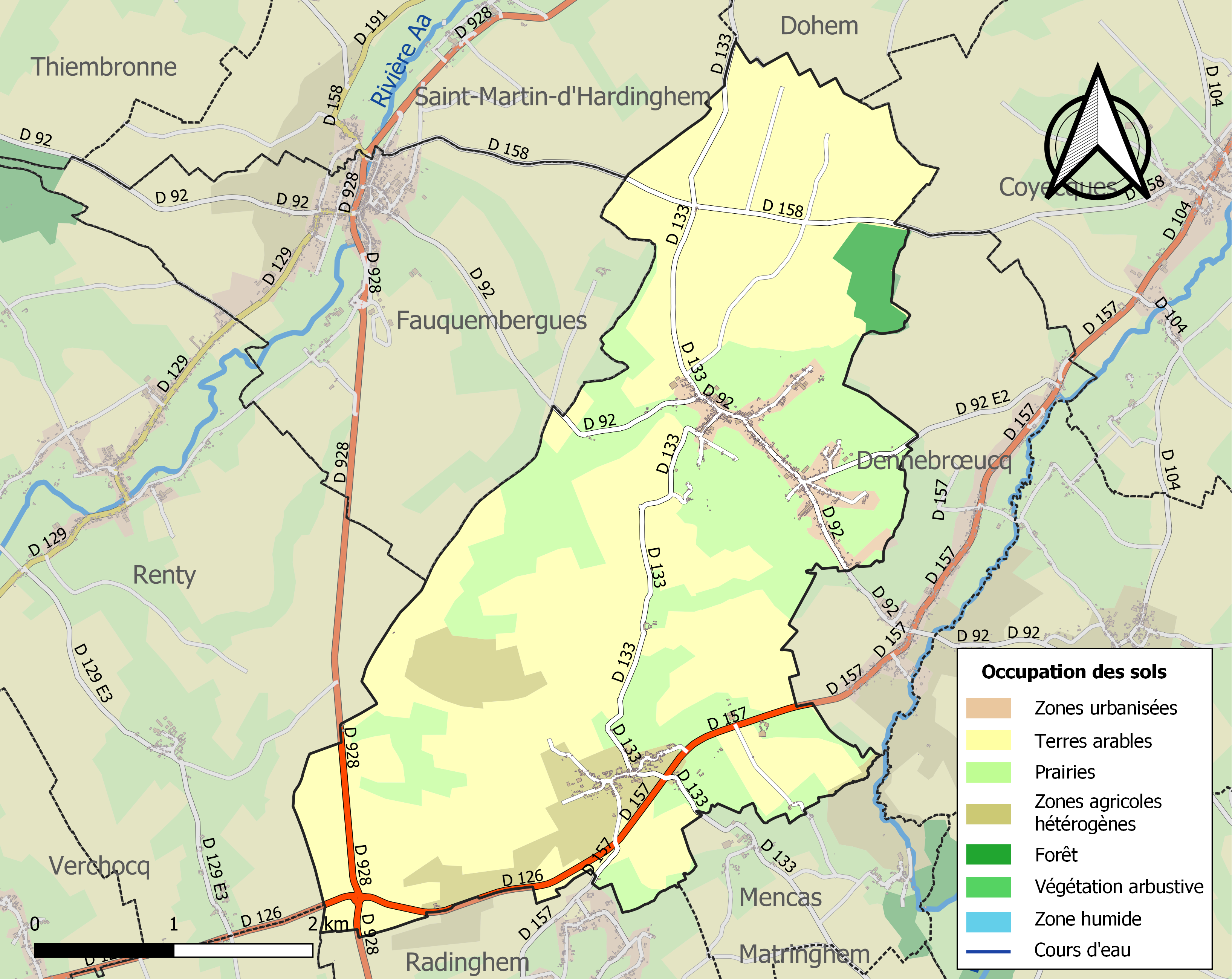
Carte des infrastructures et de l'occupation des sols de la commune en 2018 (CLC).

## Toponymie
Le nom de la localité est attesté sous les formes Odingatun (1016), Obtinghetun (1119), Odingetun et Odigentia (1139), Ordingentun (1157), Odinctun (1193), Odinghetum (1207), Odinghetun (1268), Dodinguetun (1301), Audinghetin (XIVe siècle), Audhenthun (1474), Audenthun-lez-Fauquemberghe (1518), Audentun (1528), Audingthun (1559), Audhenthun-lez-Saint-Omer (1679), Audunthun (1720), Audunthun (1762), Audincthun (1793), Audincthum ou Rosolle (XVIIIe siècle), Audincthan puis Audincthun (depuis 1801),.
Ernest Nègre donne comme origine toponymique l'anthroponyme germanique Aldingus suivi du saxon -tūn « lieu clos, ferme, village », donnant la « ferme d'Aldingus ». Cette explication est incompatible avec les formes les plus anciennes et la forme néerlandaise actuelle qui implique un anthroponyme basé sur l'élément Od- (vieux saxon ôd « propriété », voir aussi Odon et Otto), d'où l'hypothèse du nom de personne germanique Odo (plutôt saxon Oda dans ce cas). Il est suivi du double suffixe -ing-tūn que l'on retrouve fréquemment dans le Boulonnais, d'où le sens de « ferme des gens, de la famille d’Oda ». Il est probablement homonyme d'Oddington en Angleterre. En effet, beaucoup de ces formations ont leur équivalent en Angleterre (Auguste Longnon).
Odingten en flamand.

## Histoire
En 1184, dans un acte pris à Falkenbergam (sans doute Fauquembergues), dans la maison du châtelain, Guillaume, châtelain de Saint-Omer, confirme le don d'une partie de la dîme de Pitgam, dite Pithecam, à l'abbaye de Watten par son vassal le chevalier Godefroid d'Odungthun qui la tenait en fief de son frère Walon et en arrière-fief de Guillaume, donation confirmée en 1188 par Didier, évêque des Morins (évêques de Thérouanne).
Alain de Wandonne, seigneur sur la commune actuelle d'Audincthun, trouve la mort à la bataille d'Azincourt en 1415.
Suivant une légende locale, Lyonnel de Wandonne récupère l'épée de Jeanne d'Arc qu'il emmure dans l'église de Wandonne.
En 1822, Audincthun absorbe la commune voisine de Wandonne.

## Politique et administration

### Découpage territorial
La commune se trouve dans l'arrondissement de Saint-Omer du département du Pas-de-Calais.

#### Commune et intercommunalités
La commune est membre de la communauté d'agglomération du Pays de Saint-Omer.

#### Circonscriptions administratives
La commune est rattachée au canton de Fruges.

#### Circonscriptions électorales
Pour l'élection des députés, la commune fait partie de la sixième circonscription du Pas-de-Calais.

### Élections municipales et communautaires

#### Liste des maires
| Période                                  | Période                   | Identité        | Étiquette | Qualité                                                                                    |
| ---------------------------------------- | ------------------------- | --------------- | --------- | ------------------------------------------------------------------------------------------ |
| Les données manquantes sont à compléter. |                           |                 |           |                                                                                            |
|                                          | 1995                      | Camille Delvoy  |           |                                                                                            |
| 1995                                     | 2001                      | Casimir Hochart |           | Chef d'entreprise                                                                          |
| mars 2001                                | 2006                      | Daniel Dilly    |           | Mort en fonction                                                                           |
| septembre 2006                           | décembre 2022             | Casimir Hochart |           | Chef d'entreprise retraité Réélu pour le mandat 2014-2020, Réélu pour le mandat 2020-2026, |
| mars 2023                                | En cours (au 8 juin 2023) | Samuel Dubelloy |           |                                                                                            |

## Équipements et services publics

### Justice, sécurité, secours et défense
La commune dépend du tribunal judiciaire de Saint-Omer, du conseil de prud'hommes de Saint-Omer, de la cour d'appel de Douai, du tribunal de commerce de Boulogne-sur-Mer, du tribunal administratif de Lille, de la cour administrative d'appel de Douai, du tribunal judiciaire de Boulogne-sur-Mer et du tribunal pour enfants de Saint-Omer.

## Population et société

### Démographie
Les habitants de la commune sont appelés les Audincthunois.

#### Évolution démographique
L'évolution du nombre d'habitants est connue à travers les recensements de la population effectués dans la commune depuis 1793. Pour les communes de moins de 10 000 habitants, une enquête de recensement portant sur toute la population est réalisée tous les cinq ans, les populations de référence des années intermédiaires étant quant à elles estimées par interpolation ou extrapolation. Pour la commune, le premier recensement exhaustif entrant dans le cadre du nouveau dispositif a été réalisé en 2007.

En 2022, la commune comptait 680 habitants, en évolution de +3,5 % par rapport à 2016 (Pas-de-Calais : −0,72 %, France hors Mayotte : +2,11 %).
| 1793 | 1800 | 1806 | 1821 | 1831 | 1836 | 1841 | 1846 | 1851 |
| ---- | ---- | ---- | ---- | ---- | ---- | ---- | ---- | ---- |
| 330  | 425  | 429  | 451  | 856  | 895  | 944  | 929  | 841  |

| 1856 | 1861 | 1866 | 1872 | 1876 | 1881 | 1886 | 1891 | 1896 |
| ---- | ---- | ---- | ---- | ---- | ---- | ---- | ---- | ---- |
| 856  | 891  | 890  | 816  | 793  | 762  | 747  | 752  | 724  |

| 1901 | 1906 | 1911 | 1921 | 1926 | 1931 | 1936 | 1946 | 1954 |
| ---- | ---- | ---- | ---- | ---- | ---- | ---- | ---- | ---- |
| 713  | 679  | 631  | 618  | 577  | 588  | 584  | 591  | 584  |

| 1962 | 1968 | 1975 | 1982 | 1990 | 1999 | 2006 | 2007 | 2012 |
| ---- | ---- | ---- | ---- | ---- | ---- | ---- | ---- | ---- |
| 567  | 555  | 543  | 563  | 578  | 574  | 641  | 651  | 641  |

| 2017 | 2022 | - | - | - | - | - | - | - |
| ---- | ---- | - | - | - | - | - | - | - |
| 664  | 680  | - | - | - | - | - | - | - |

#### Pyramide des âges
En 2018, le taux de personnes d'un âge inférieur à 30 ans s'élève à 36,7 %, soit au-dessus de la moyenne départementale (36,7 %). À l'inverse, le taux de personnes d'âge supérieur à 60 ans est de 21,5 % la même année, alors qu'il est de 24,9 % au niveau départemental.
En 2018, la commune comptait 327 hommes pour 337 femmes, soit un taux de 50,75 % de femmes, légèrement inférieur au taux départemental (51,5 %).
Les pyramides des âges de la commune et du département s'établissent comme suit.
| Hommes | Classe d’âge | Femmes |
| ------ | ------------ | ------ |
| 0,3    | 90 ou +      | 0,9    |
| 5,9    | 75-89 ans    | 7,8    |
| 13,5   | 60-74 ans    | 14,6   |
| 26,0   | 45-59 ans    | 18,1   |
| 17,4   | 30-44 ans    | 21,9   |
| 15,9   | 15-29 ans    | 16,0   |
| 21,0   | 0-14 ans     | 20,6   |

| Hommes | Classe d’âge | Femmes |
| ------ | ------------ | ------ |
| 0,5    | 90 ou +      | 1,6    |
| 5,6    | 75-89 ans    | 8,9    |
| 16,7   | 60-74 ans    | 18,1   |
| 20,2   | 45-59 ans    | 19,2   |
| 18,9   | 30-44 ans    | 18,1   |
| 18,2   | 15-29 ans    | 16,2   |
| 19,9   | 0-14 ans     | 17,9   |

### Sports et loisirs
Sur la commune avaient lieu des sessions de saut à l'élastique, la tour de saut d'Audincthun située à 65 m faisant du lieu un site réputé pour cette pratique. Toutefois, l'activité a été endeuillée en 2015, par la mort d'une femme, son compagnon étant grièvement blessé, et s'étant suicidé un an et demi plus tard. La justice s'est prononcée sur l'affaire, a prononcé des peines de prison avec sursis et l'interdiction d'exercer cette activité à l'encontre des personnes mises en cause, le directeur du saut et la personne qui a harnaché le couple (motif de l'accident : un mousqueton non fermé).

## Économie

### Revenus de la population et fiscalité
En 2019, dans la commune, il y a 252 ménages fiscaux qui comprennent 639 personnes pour un revenu médian disponible par unité de consommation de 19 790 euros, soit inférieur au revenu médian de la France métropolitaine qui est de 21 930 euros,.

## Culture locale et patrimoine

### Lieux et monuments

#### Monument historique
- La station de pompage, de l'ancien site de V1, située le long du chemin départemental no 133. La station de pompage, et son matériel de pompage, est inscrite au titre des monuments historiques depuis le 22 mars 2012. Le site de V1, construit en 1943, nécessite une alimentation en eau pure, et une station de pompage y est construite. En 1944, le site sera détruit par les bombardements alliés mais la station de pompage restera intacte et alimentera le village jusqu'en 1976[50].

#### Autres lieux et monuments
- L'église Saint-Nicolas.

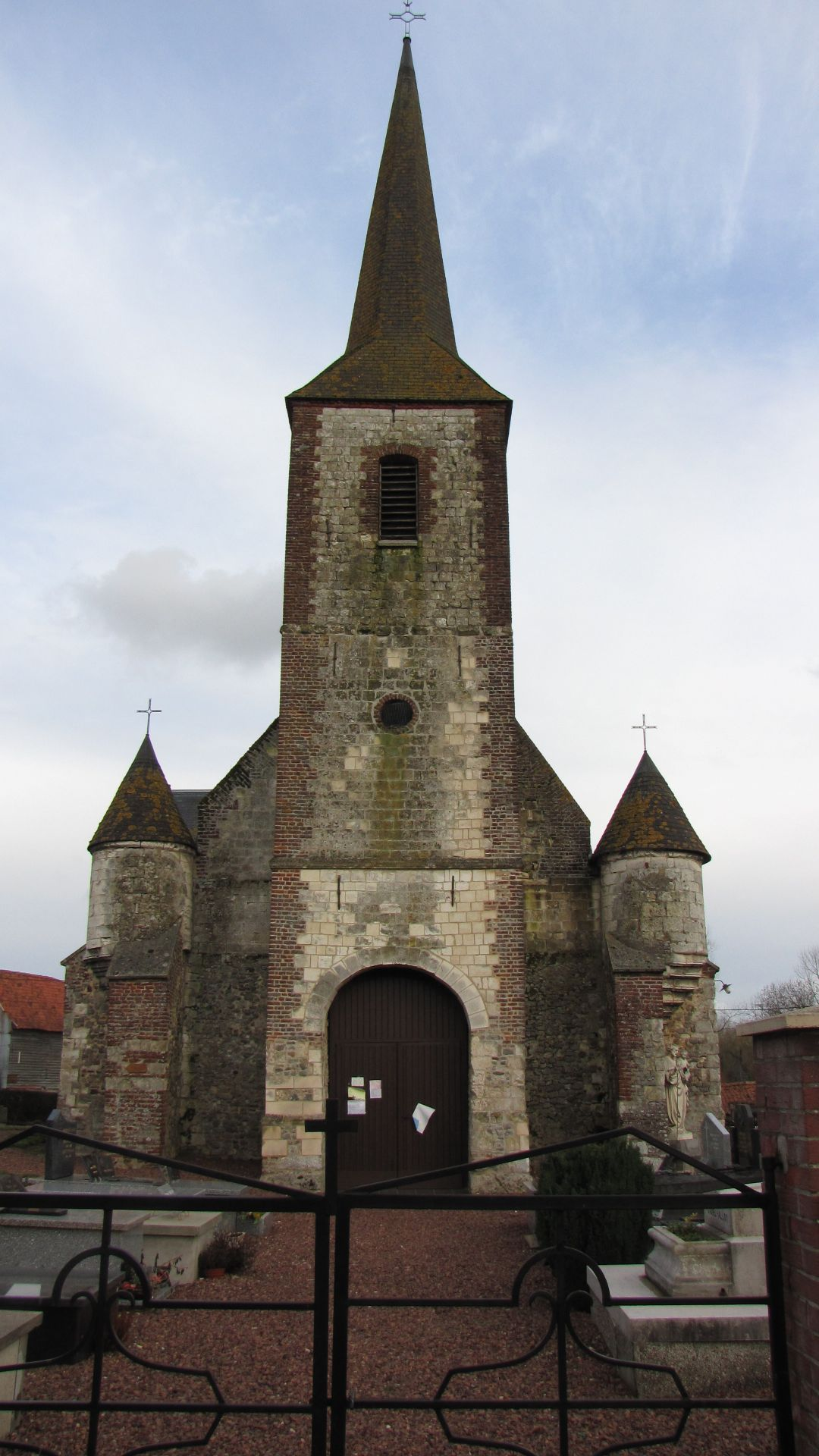
L'église Saint-Pierre.

- L'église Saint-Pierre du hameau de Wandonne.
- Le monument aux morts[51].
- Ligne de 13 éoliennes à la limite avec Fauquembergues, atteignant 101 m de haut. Un autre groupe d'éoliennes lui fait face du côté de Bomy.

### Personnalités liées à la commune
Divers membres de la famille du marquis Jules-Albert de Dion, promoteur de l'industrie automobile française, sont inhumés dans la chapelle familiale, au hameau de Wandonne.

### Héraldique
| Blason de Audincthun | Blason  | De sinople à trois chevrons d'argent accompagné de trois verres à pied d'or. |
| Blason de Audincthun | Détails | Inspiré des armes parlantes de la famille de Croeser (« gobelet » en flamand) qui donna les seigneurs et châtelains du lieu dès le XVIIe siècle et qui portait : « de sable à trois chevrons d'argent accompagné de trois gobelets d'or ». Adopté en 1996. |

## Pour approfondir